# 崔戎
崔戎（780年—835年），字可大，恒州井陉县（今河北省石家庄市井陉县）人，祖籍博陵郡安平县（今河北省衡水市安平县），出自博陵崔氏定著六房之一的博陵大房，唐朝官员。

## 生平
崔戎的伯高祖是博陵郡王崔玄暐，祖父崔婴是郢州刺史。父亲崔贞固是太原榆次县县尉。崔戎早年為蓝田主簿、唐宪宗时，擔任殿中侍御史、谏议大夫、剑南宣慰使、给事中，崔戎曾擔任华州刺史，大和七年（834年），李商隐应试不中，前來投奔崔戎，崔戎送李商隐到南山的僧寺中温书。离华州时，百姓有戀留挡道者。終官兖海沂密都团练观察使。
子：崔雍、崔袞
李商隱有詩“宿駱氏亭寄懷崔雍崔袞”：竹塢無塵水檻清，相思迢遞隔重城。秋陰不散霜飛晚，留得枯荷聽雨聲。

## 延伸阅读
[在维基数据编辑]
 在维基文库阅读此作者作品
 《舊唐書/卷162》，出自刘昫《舊唐書》
 《新唐書·卷159》，出自《新唐書》